# 가나가와현 제10구
가나가와현 제10구(일본어: 神奈川県第10区)는 일본의 중의원 선거구이다. 1994년 일본 공직선거법 개정으로 신설되었다.

## 지역
- 가와사키시
  - 가와사키구
  - 사이와이구
  - 나카하라구

가와사키 시내에서도 가와사키 역이나 임해부가 있어 베드 타운이 아니라, 상공업이 크게 발전하고 있는 지역이기도 하다. 또 인근 3구와 제18구가 2개를 1개 선거구로 하는 반면 3개를 내놓고 있어 선거구 인구가 많다. 2013년 구분 변경에 따른 주겐 구 오토 지구가 제10구에서 제18구에 이행했다.